# Earfquake
Singles de Tyler, The Creator
Potato Salad
(2018) U Say
(2019)
Pistes de Igor
Igor's Theme I Think
Earfquake, stylisé en capitale, est une chanson du rappeur Tyler, The Creator issue de l'album Igor. Il présente une apparition non crédité du rappeur américain Playboi carti ,Elle paraît en tant que single principal de l'album sur la station radio de Rhythmic contemporary le 4 juin 2019.

## Histoire
Tyler écrit d'abord Earfquake pour le chanteur canadien Justin Bieber mais ce dernier le refuse finalement. Il demande alors à la chanteuse Rihanna de poser sa voix sur le refrain pensant que le son serait un succès mais elle décline également l'offre. Tyler décide donc de garder ses propres vocales.
Earfquake contient des vocales non créditées de Playboi Carti, Charlie Wilson et Jessy Wilson.

## Clip vidéo
Le 17 mai 2019, Tyler dévoile le clip vidéo sur chaîne Youtube. Il s'ouvre sur un caméo de l'actrice américaine Tracee Ellis Ross dans le rôle d'une présentatrice introduisant un artiste inconnu, interprété par Tyler, avant qu'il ne chante son titre Earfquake. Il porte une perruque en coupe au bol de couleur blonde et un costume bleu flashy rétro ainsi que des lunettes de soleil. Ross le complimente sur ses cheveux et lui demande ce qu'il compte faire, ce à quoi il répond par un laconique « Oui. ». Elle lui précise ensuite de ne pas fumer pendant sa performance.
Il commence la chanson tout en dansant de manière singulière. Alors qu'il joue du piano pendant le vers de Playboi Carti, il s'allume une cigarette qu'il finit par jeter. Le mégot met le feu au plateau, faisant fuir Ross tandis que l'artiste, imperturbable, continue de chanter quoique ses habits et sa perruque soient endommagés. Il s'évanouit mais les pompiers arrivent et le rattrapent de justesse. Alors que le bâtiment continue de prendre feu, Tyler apparaît sous les traits d'un pompier dans le studio et clôt la chanson.

## Classements hebdomadaires
| Classement (2019)                      | Meilleure position |
| -------------------------------------- | ------------------ |
| Australie (ARIA)                       | 9                  |
| Autriche (Ö3 Austria Top 40)           | 67                 |
| Belgique (Flandre Ultratop 50 Singles) | 16                 |
| Canada (Canadian Hot 100)              | 16                 |
| Danemark (Tracklisten)                 | 18                 |
| États-Unis (Billboard Hot 100)         | 13                 |
| États-Unis (Hot R&B/Hip-Hop Songs)     | 5                  |
| France (SNEP)                          | 157                |
| Irlande (IRMA)                         | 18                 |
| Norvège (VG-lista)                     | 32                 |
| Nouvelle-Zélande (RMNZ)                | 8                  |
| Pays-Bas (Nederlandse Top 40)          | 79                 |
| Portugal (AFP)                         | 17                 |
| Tchéquie (IFPI Rádio)                  | 47                 |
| Royaume-Uni (UK Singles Chart)         | 17                 |
| Slovaquie (IFPI Rádio)                 | 20                 |
| Suède (Sverigetopplistan)              | 60                 |
| Suisse (Schweizer Hitparade)           | 42                 |